# 뤼첼라우
뤼첼라우(Lützelau, 고대 독일어: 작은 섬)는 스위스 취리히 호수의 라퍼스빌(1.6km 거리)과 프라이엔바흐(3km 거리) 사이에 있는 이웃한 섬인 우페나우와 함께 위치한 섬이다.

## 지리
뤼첼라우는 슈비츠주의 회페구에 있다. 13/14세기부터 라퍼스빌(지금은 오르트스뷔르거 게마인데라고 함) 공동체에 속해 있다. 섬의 크기는 모두 33,480㎡, 동쪽에서 서쪽으로 430m, 북쪽에서 남쪽으로 150m이다. 섬의 가장 높은 지점은 해발 414m 또는 호수 높이 8m(406m)이다.
알프스가 형성되면서 리켄 산맥과 에첼 산맥 사이의 수역의 화석화된 퇴적물 물질이 펼쳐졌다. 라퍼스빌의 린덴호프 언덕이나 우페나우, 뤼첼라우 및 하일리크휘슬리섬을 형성하는 전형적인 암석 띠가 나타났다. 마지막 빙하기 동안 섬은 두꺼운 얼음층 아래 있었고, 단단한 역암과 사암 능선 층이 빙하에 의해 퇴적되어 살아남았다.

## 역사
741년에 처음 언급된 이곳에는 이전에 라힌베르트의 딸이자 란돌트의 아내인 알레만니족 귀족 여성 베아타가 제공한 수녀원이 있었다. 744년에 수녀원 또는 수도원은 아인지델른 수도원에 매각되었다. 역사가들은 서기 981년에 라퍼스빌에 있는 소위 아인지들러하우스라고 하는 10세기 페리 정류장과 린덴호프 언덕에 있는 포도원에 있다고 언급한다. 제담 지협의 선사 시대 다리가 있기 전에 호수를 건너기 위해 아인지델른으로 향했다. 1358년에 재건되었다.
중세 후기에 아인지델른은 이 섬을 라퍼스빌 백작에게 팔았고, 라퍼스빌 백작은 볼링엔 채석장 외에 사암을 사용하여 라퍼스빌 마을을 건설했다. 1433년 5월 12일 하이니 무러 폰 그루에닝엔과 그의 아내 안나 켈러는 취리히 통화 100파운드를 받고 그뤼닝엔에 있는 건물과 토지를 포함하여 Lutzelnoew에 있는 토지의 권리(Herrschaft)를 아보트 요한스와 뤼티 수도원 장부에 등록하여 수녀원으로 이전한 것을 확인했다.
16세기부터 라퍼스빌 시의 성신 병원(Heiliggeistspital)이 이곳에 자리를 잡았으며, 1810년부터 검역 병원이었다. 고대 켐프라텐에 자리를 잡은 스위스 독일어로 지헨하우스(Siechenhaus)가 있었다. 1964년에 8세기의 것으로 추정되는 이전 수도원 교회의 유적이 발견되었다.

## 교통
섬에는 작은 레스토랑과 캠핑장이 있다. 취리히제-해운회사에서 운영하는 관광 보트 여행은 취리히와 라퍼스빌에서 우페나우 섬으로만 항해한다. 5월에서 9월 사이에 라퍼스빌에서 뤼첼라우까지 상업용 ‘섬 택시’ 서비스가 있다.

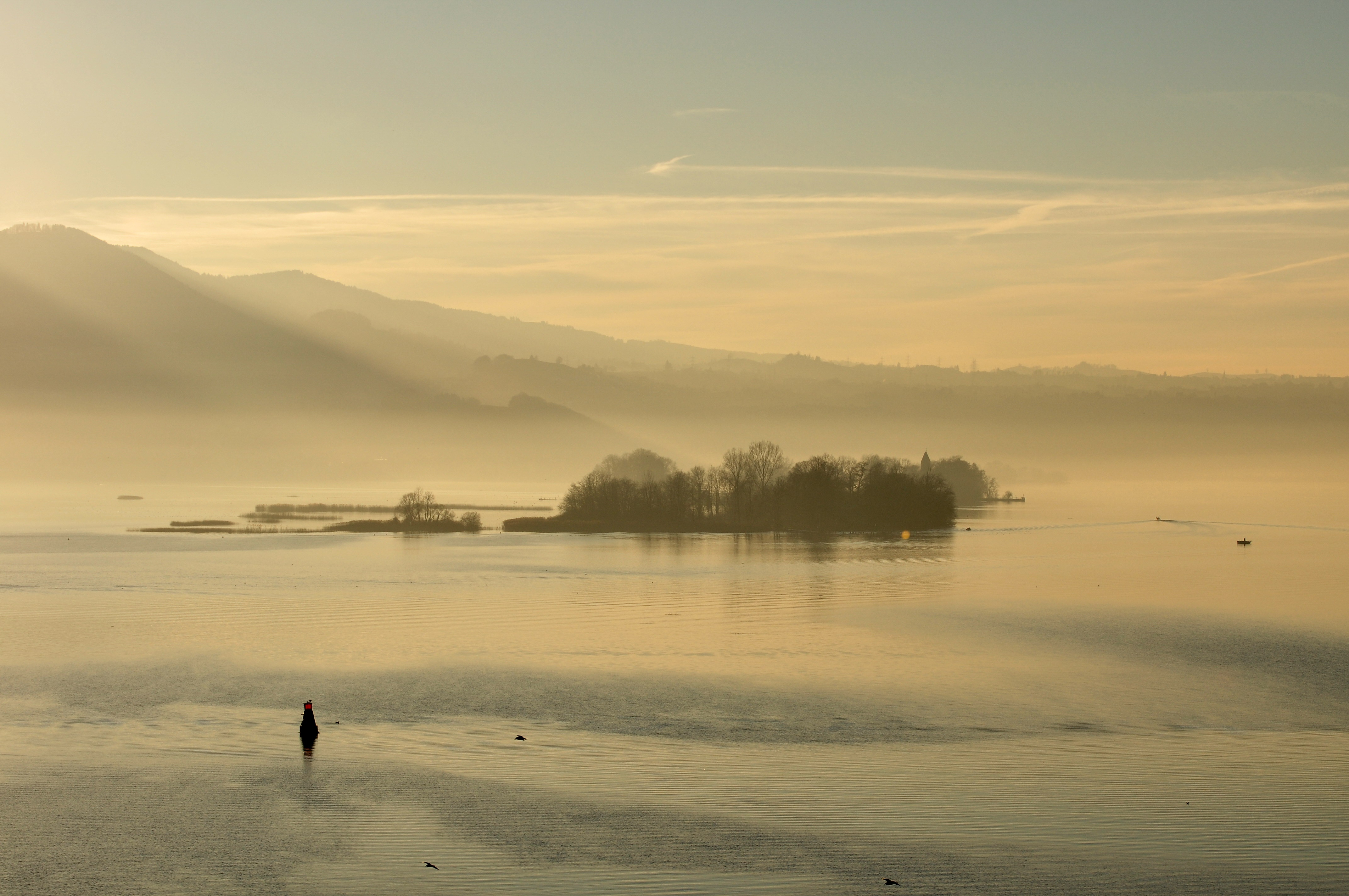
라퍼스빌의 린덴호프에서 본 뤼첼나우
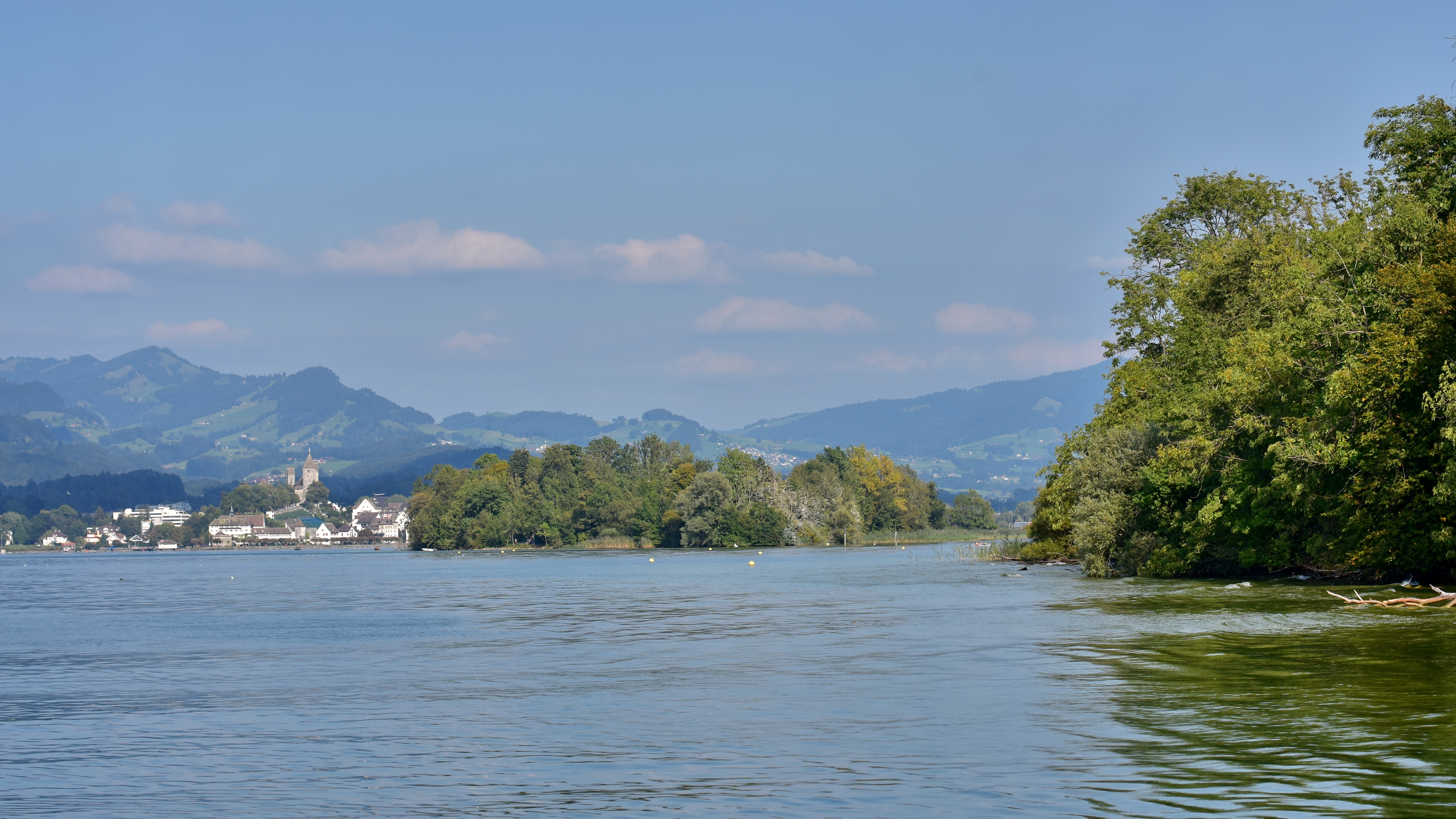
라퍼스빌, 뤼첼나우와 우페나우 섬, ZSG 선박 MS Helvetia
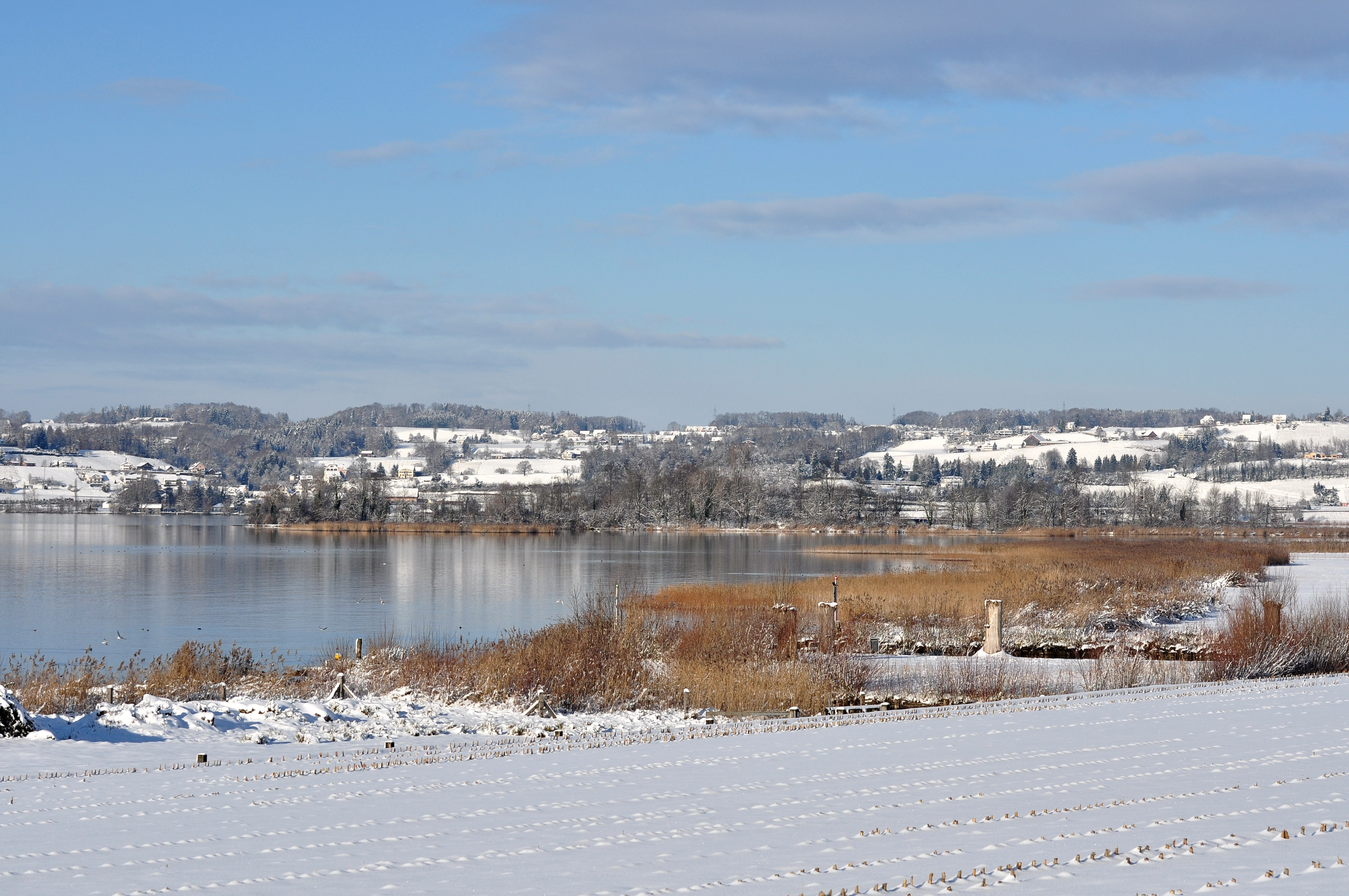
프라우엔빈켈 보호 구역에서 본 뤼첼나우
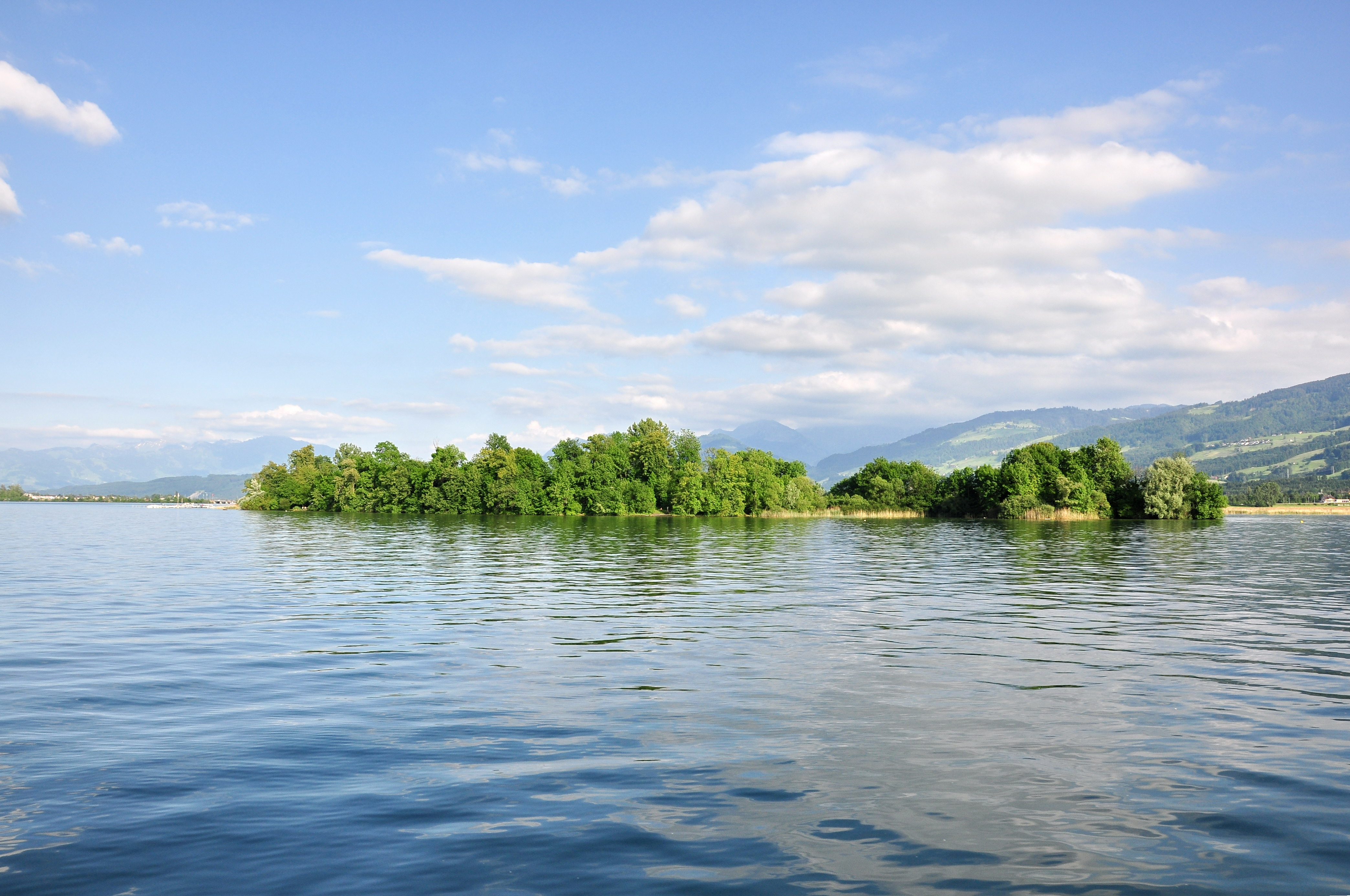
서쪽에서 본 뤼첼나우

## 보호
1927년에 우페나우와 뤼첼라우 제도, 그리고 후르덴을 향한 제담 지역의 소위 프라우엔빈켈 지역이 1993년부터 특별한 아름다움과 국가적 중요성을 가진 늪지 환경으로 보존되었다. 뤼첼라우 캠프장에서는 수영, 캠핑 및 기타 여가활동이 허용되지만, 우프나우와 프라우엔빈켈 호수 지역 내에서는 금지되어 있다.